# Elías Hartard
Elías Víctor Hartard Ojeda (Madrid, Comunidad de Madrid, España, 18 de mayo de 1987) es un futbolista español nacionalizado chileno que juega de portero en Real San Joaquín de la Segunda División de Chile.
Su hermana Sofía también es futbolista profesional.

## Trayectoria
Formado en las divisiones inferiores de la Universidad Católica nunca llegó a debutar por los "cruzados" partiendo a prueba aun como juvenil al Rayo Vallecano de España donde no lograría fichar regresando a Chile donde recalaría en San Marcos de Arica donde debutaría como profesional durante la Primera B 2008.
Luego de jugar poco en Arica debido a la titularidad del portero Jorge Manduca partiría al Santiago Morning para afrontar la Primera División de Chile 2010 pero no llegaría a jugar por los microbuseros de manera oficial regresando al santo para la siguiente temporada donde nuevamente no tendría el puesto de titular.
Para la temporada 2012 llegaría a Everton de Viña del Mar pero al igual que en Santiago Morning no vería minutos de juego teniendo después pasos con poca continuidad en San Luis de Quillota y Deportes Copiapó.
Ya para la temporada 2013/14 llegaría a Deportes La Serena donde finalmente tomaría el puesto de titular llegando a pasar los cien partidos jugados con los papayeros siendo indiscutido durante tres temporadas aunque volvería a pasar a la suplencia desde mediados de 2017 por lo que finalizado su contrato llegaría como jugador libre a Santiago Wanderers para reemplazar a Gabriel Castellón.
En 2020 fue anunciado como nuevo refuerzo de Iberia. Tras una temporada en el conjunto azulgrana y pasar el 2021 sin club, en febrero de 2022 fue anunciado como nuevo jugador de Deportes Temuco de la Primera B.

## Selección nacional
Fue convocado por Claudio Borghi a la Selección de fútbol de Chile para ser parte de un equipo "B" compuesto por jugadores sub-25 que participaban en aquel entonces en la Primera B de Chile que sirvieron como "sparring" de la escuadra titular y como proyección para futuras convocatorias.

## Estadísticas

### Clubes
| Club                        | Div.       | Temporada  | Liga  | Liga  | Copas nacionales | Copas nacionales | Torneos internacionales | Torneos internacionales | Total | Total |
| Club                        | Div.       | Temporada  | Part. | Goles | Part.            | Goles            | Part.                   | Goles                   | Part. | Goles |
| --------------------------- | ---------- | ---------- | ----- | ----- | ---------------- | ---------------- | ----------------------- | ----------------------- | ----- | ----- |
| San Marcos de Arica · Chile | 2ª         | 2008       | 6     | -6    | 1                | -2               | —                       | —                       | 7     | -8    |
| San Marcos de Arica · Chile | 2ª         | 2009       | 1     | -3    | 1                | -1               | —                       | —                       | 2     | -4    |
| San Marcos de Arica · Chile | 2ª         | 2011       | 9     | -14   | —                | —                | —                       | —                       | 9     | -14   |
| San Marcos de Arica · Chile | Total club | Total club | 16    | -23   | 2                | -3               | 0                       | 0                       | 18    | -26   |
| San Luis · Chile            | 2ª         | 2013       | 9     | -12   | —                | —                | —                       | —                       | 9     | -12   |
| San Luis · Chile            | Total club | Total club | 9     | -12   | 0                | 0                | 0                       | 0                       | 9     | -12   |
| Deportes Copiapó · Chile    | 2ª         | 2013-14    | 7     | -11   | 2                | -5               | —                       | —                       | 9     | -16   |
| Deportes Copiapó · Chile    | Total club | Total club | 7     | -11   | 2                | -5               | 0                       | 0                       | 9     | -16   |
| Deportes La Serena · Chile  | 2ª         | 2014-15    | 35    | -49   | 2                | -3               | —                       | —                       | 37    | -52   |
| Deportes La Serena · Chile  | 2ª         | 2015-16    | 26    | -35   | 2                | -1               | —                       | —                       | 28    | -36   |
| Deportes La Serena · Chile  | 2ª         | 2016-17    | 24    | -28   | 2                | -3               | —                       | —                       | 26    | -31   |
| Deportes La Serena · Chile  | 2ª         | 2017       | 1     | -2    | —                | —                | —                       | —                       | 1     | -2    |
| Deportes La Serena · Chile  | 2ª         | 2018       | 10    | -12   | 2                | -1               | —                       | —                       | 12    | -13   |
| Deportes La Serena · Chile  | Total club | Total club | 96    | -126  | 8                | -8               | 0                       | 0                       | 104   | -134  |
| 1. 2.                       |            |            |       |       |                  |                  |                         |                         |       |       |

## Palmarés

### Títulos nacionales
| Título    | Equipo             | País  | Año  |
| --------- | ------------------ | ----- | ---- |
| Primera B | Santiago Wanderers | Chile | 2019 |
| Primera B | Deportes La Serena | Chile | 2024 |